# ماثيو كلاركسون
ماثيو كلاركسون هو مصرفي وسياسي أمريكي، ولد في 17 أكتوبر 1758 في نيويورك في الولايات المتحدة، وتوفي في 25 أبريل 1825. نشط حزبياً في الحزب الفيدرالي الأمريكي. وقد انتخب عضو جمعية ولاية نيويورك ‏ وانتخب عضو مجلس ولاية نيويورك ‏.